# Olympische Winterspiele 1988/Teilnehmer (Vereinigte Staaten)
| Gelbes Symbol für Goldmedaillen mit stilisierten Olympischen Ringen | Graues Symbol für Silbermedaillen mit stilisierten Olympischen Ringen | Braundes Symbol für Bronzemedaillen mit stilisierten Olympischen Ringen |
| ------------------------------------------------------------------- | --------------------------------------------------------------------- | ----------------------------------------------------------------------- |
| 2                                                                   | 1                                                                     | 3                                                                       |

Die Vereinigten Staaten nahmen an den Olympischen Winterspielen 1988 im kanadischen Calgary mit einer Delegation von 118 Athleten, 86 Herren und 31 Damen, teil.

## Flaggenträger
Der Biathlet Lyle Nelson trug die Flagge der Vereinigten Staaten während der Eröffnungsfeier im McMahon Stadium.

## Teilnehmer nach Sportarten

### Biathlon
Herren:
- Darin Binning
20 km: 42. Platz
4 × 7,5 km: 9. Platz
- Bill Carow
10 km: 49. Platz
20 km: 49. Platz
- Lyle Nelson
10 km: 30. Platz
4 × 7,5 km: 9. Platz
- Curt Schreiner
10 km: 50. Platz
20 km: 52. Platz
4 × 7,5 km: 9. Platz
- Josh Thompson
10 km: 27. Platz
20 km: 25. Platz
4 × 7,5 km: 9. Platz

### Bob
| Zweierbob: - Mike Aljoe / Brent Rushlaw (USA I) DNF - Jim Herberich / Matt Roy (USA II) 16. Platz | Viererbob: - Hal Hoye / Brent Rushlaw / Mike Wasko / Bill White (USA I) 4. Platz - Jim Herberich / Scott Pladel / Matt Roy / Brian Shimer (USA II) 16. Platz |

### Eishockey
Herren: 7. Platz
| - Allen Bourbeau - Greg Brown - Clark Donatelli - Scott Fusco - Guy Gosselin - Tony Granato - Craig Janney - Jim Johannson - Peter Laviolette - Steve Leach - Brian Leetch | - Lane MacDonald - Corey Millen - Kevin Miller - Jeff Norton - Todd Okerlund - Mike Richter - Dave Snuggerud - Kevin Stevens - Chris Terreri - Eric Weinrich - Scott Young |

### Eiskunstlauf
| Damen: - Caryn Kadavy Zurückgezogen - Debi Thomas - Jill Trenary 4. Platz | Herren: - Brian Boitano - Christopher Bowman 7. Platz - Paul Wylie 10. Platz | Paare: - Jill Watson / Peter Oppegard - Gillian Wachsman / Todd Waggoner 5. Platz - Kim Seybold / Wayne Seybold 10. Platz | Eistanz: - Suzanne Semanick / Scott Gregory 6. Platz - Susie Wynne / Joseph Druar 11. Platz |

### Eisschnelllauf
| Damen: - Leslie Bader 500 m: 23. Platz 1000 m: 7. Platz 1500 m: 10. Platz 3000 m: 20. Platz - Bonnie Blair 500 m: 1000 m: 1500 m: 4. Platz - Katie Class 500 m: 12. Platz - . 1000 m: 8. Platz 1500 m: 13. Platz - Mary Docter 3000 m: 19. Platz 5000 m: 11. Platz - Jane Goldman 1500 m: 18. Platz 3000 m: 11. Platz 5000 m: 10. Platz - Nancy Swider-Peltz 1000 m: 24. Platz 5000 m: 22. Platz - Kristen Talbot 500 m: 25. Platz | Herren: - John Baskfield 1500 m: 20. Platz - Tom Cushman 1000 m: 17. Platz - Eric Flaim 1000 m: 4. Platz 1500 m: 5000 m: 4. Platz 10.000 m: 4. Platz - Mark Greenwald 1500 m: 11. Platz 5000 m: 9. Platz - Erik Henriksen 500 m: 15. Platz - Dan Jansen 500 m: DNF 1000 m: DNF - Jeff Klaiber 10.000 m: 25. Platz - Marty Pierce 500 m: 22. Platz - Dave Silk 1500 m: 15. Platz 5000 m: 6. Platz 10.000 m: 14. Platz - Nick Thometz 500 m: 8. Platz 1000 m: 18. Platz |

### Rodeln
| Damen: - Cammy Myler 9. Platz - Erica Terwillegar 11. Platz - Bonny Warner 6. Platz | Herren: - Duncan Kennedy 14. Platz - Frank Masley 12. Platz - Jon Owen 23. Platz | Doppelsitzer: - Timothy Nardiello / Miroslav Zajonc 11. Platz - Joe Barile / Steven Maher 16. Platz |

### Ski Alpin
| Damen: - Debbie Armstrong Super G: 18. Platz Riesenslalom: 13. Platz - Kristin Krone Abfahrt: 20. Platz Super G: 32. Platz Kombination: 17. Platz - Hilary Lindh Abfahrt: DNF Super G: 26. Platz Kombination: 23. Platz - Beth Madsen Slalom: 11. Platz Kombination: 15. Platz - Tamara McKinney Riesenslalom: DNF Slalom: DNF - Diann Roffe-Steinrotter Riesenslalom: 12. Platz Slalom: 15. Platz - Edie Thys Abfahrt: 18. Platz Super G: 9. Platz Kombination: DNF - Heidi Voelker Riesenslalom: DNF Slalom: DNF | Herren: - Bill Hudson Abfahrt: DNF Super G: 30. Platz Kombination: DNF - AJ Kitt Abfahrt: 26. Platz Super G: DSQ Kombination: DNF - Doug Lewis Abfahrt: 32. Platz - Felix McGrath Riesenslalom: 13. Platz Slalom: DNF Kombination: DNF - Jack Miller Riesenslalom: DNF Slalom: DNF - Jeff Olson Abfahrt: 28. Platz Super G: 24. Platz Kombination: DNF - Bob Ormsby Riesenslalom: 34. Platz Slalom: DSQ - Tiger Shaw Super G: 18. Platz Riesenslalom: 12. Platz - Alex Williams Slalom: DNF |

### Ski Nordisch

#### Langlauf
| Damen: - Leslie Bancroft-Krichko 5 km: 31. Platz 10 km: 36. Platz 4 × 5 km: 8. Platz - Dorcas DenHartog-Wonsavage 10 km: 40. Platz 20 km: 23. Platz 4 × 5 km: 8. Platz - Nancy Fiddler 5 km: 41. Platz 10 km: 41. Platz 20 km: 43. Platz 4 × 5 km: 8. Platz - Leslie Thompson 5 km: 39. Platz 10 km: 45. Platz 20 km: 25. Platz 4 × 5 km: 8. Platz - Betsy Youngman 5 km: 47. Platz 20 km: 42. Platz | Herren: - Todd Boonstra 15 km: 53. Platz 4 × 10 km: 13. Platz - Kevin Brochman 30 km: 56. Platz 50 km: 47. Platz - Jon Engen 30 km: 51. Platz 50 km: DNF - Joe Galanes 15 km: 58. Platz 30 km: DNF 4 × 10 km: 13. Platz - Dan Simoneau 15 km: 29. Platz 30 km: 49. Platz 50 km: DNF 4 × 10 km: 13. Platz - Bill Spencer 15 km: 40. Platz 50 km: 56. Platz 4 × 10 km: 13. Platz |

#### Nordische Kombination
Herren:
- Gary Crawford
Einzel: 41. Platz
- Joe Holland
Einzel: 19. Platz
Team: 10. Platz
- Hans Johnstone
Team: 10. Platz
- Todd Wilson
Einzel: 40. Platz
Team: 10. Platz

#### Skispringen
Herren:
- Chris Hastings
Großschanze: 49. Platz
- Mike Holland
Normalschanze: 33. Platz
Großschanze: 32. Platz
Team: 10. Platz
- Mark Konopacke
Normalschanze: 18. Platz
Großschanze: 42. Platz
Team: 10. Platz
- Ted Langlois
Normalschanze: 50. Platz
Großschanze: 10. Platz
- Dennis McGrane
Normalschanze: 43. Platz
Team: 10. Platz
- Rick Mewborn
Normalschanze: 54. Platz